# Étang de la Rocquennerie
L'étang de la Rocquennerie est un étang du Morbihan, situé sur la commune de La Gacilly. D'une superficie de 6 hectares, il est classé en deuxième catégorie.

## Localisation
L'étang de la Rocquennerie est situé à 2,5 km au sud-ouest du bourg de La Gacilly, le long de la route départementale RD777.

## Hydrologie
Il est alimenté par le ruisseau de Mabio, du nom du hameau le plus proche. Ce cours d'eau, qui prend le nom de ruisseau des Brelles à la sortie de l'étang, est un affluent en rive droite de l'Aff.
L'étang a une superficie de 6 hectares et sa profondeur moyenne atteint 1,5 m.

## Pêche
L'étang de la Rocquennerie est classé en deuxième catégorie. On y pêche notamment le brochet et la carpe (y compris la nuit).